# Torneo Metropolitano de Rugby Región Lima 2022
El Torneo Metropolitano de Rugby de Lima de 2022 fue la vigésima cuarta edición del principal torneo de rugby organizado por la Federación Peruana de Rugby.
El evento se desarrolló en las canchas de rugby del Complejo Deportivo Villa María del Triunfo.

## XVs Masculino I Etapa - Mayores

### Clasificación
Actualizado a últimos partidos disputados el 23 de julio de 2022 (1.ª Jornada).
| Pos. | Equipo        | Encuentros | Encuentros | Encuentros | Encuentros | Tantos | Tantos | Tantos | PB | PB | Puntos |
| Pos. | Equipo        | PJ         | PG         | PE         | PP         | F      | C      | Dif    | BO | BD | Puntos |
| ---- | ------------- | ---------- | ---------- | ---------- | ---------- | ------ | ------ | ------ | -- | -- | ------ |
| 1.º  | Flaming Lions | 7          | 6          | 1          | 0          | 239    | 67     | 172    | 5  | 0  | 31     |
| 2.º  | Navy Warriors | 7          | 6          | 0          | 1          | 189    | 54     | 135    | 4  | 1  | 29     |
| 3.º  | Leones        | 7          | 4          | 0          | 3          | 141    | 165    | -24    | 4  | 1  | 21     |
| 4.º  | Blue Sharks   | 7          | 4          | 0          | 3          | 176    | 153    | 23     | 3  | 1  | 20     |
| 5.º  | Lima          | 7          | 3          | 1          | 3          | 146    | 112    | 34     | 2  | 3  | 19     |
| 6.º  | Dragones      | 7          | 3          | 0          | 4          | 102    | 195    | -93    | 0  | 0  | 12     |
| 7.º  | Unión         | 7          | 1          | 0          | 6          | 101    | 189    | -88    | 1  | 2  | 6      |
| 8.º  | Alumni        | 7          | 0          | 1          | 7          | 70     | 231    | -161   | 0  | 1  | 1      |

Nota: Se otorgan 4 puntos al equipo que gane un partido, 2 al que empate y 0 al que pierda
Puntos Bonus: 1 punto por convertir 4 tries o más en un partido y 1 al equipo que pierda por no más de 7 tantos de diferencia
|  | Clasificados a Semifinales de Oro |

|  | Clasificados a Semifinales de Plata |

### Resultados
| Fecha 1     | Fecha 1       | Fecha 1     | Fecha 1     |
| 24 de abril | 24 de abril   | 24 de abril | 24 de abril |
| Hora        | Local         | Resultado   | Visitante   |
| ----------- | ------------- | ----------- | ----------- |
| 08:00       | Dragones      | 14 - 24     | Leones      |
| 09:30       | Flaming Lions | 42 - 3      | Unión       |
| 14:50       | Alumni        | 17 - 24     | Lima        |
| 16:20       | Navy Warriors | 24 - 0      | Blue Sharks |

| Fecha 2   | Fecha 2       | Fecha 2   | Fecha 2       |
| 7 de mayo | 7 de mayo     | 7 de mayo | 7 de mayo     |
| Hora      | Local         | Resultado | Visitante     |
| --------- | ------------- | --------- | ------------- |
| 08:00     | Alumni        | 0 - 57    | Navy Warriors |
| 09:30     | Dragones      | 20 - 19   | Lima          |
| 14:50     | Flaming Lions | 33 - 10   | Blue Sharks   |
| 16:20     | Unión         | 22 - 24   | Leones        |

| Fecha 3    | Fecha 3       | Fecha 3    | Fecha 3       |
| 22 de mayo | 22 de mayo    | 22 de mayo | 22 de mayo    |
| Hora       | Local         | Resultado  | Visitante     |
| ---------- | ------------- | ---------- | ------------- |
| 08:00      | Unión         | 18 - 35    | Blue Sharks   |
| 09:30      | Lima          | 27 - 5     | Leones        |
| 14:50      | Dragones      | 3 - 29     | Navy Warriors |
| 16:20      | Flaming Lions | 36 - 11    | Alumni        |

| Fecha 4    | Fecha 4     | Fecha 4    | Fecha 4       |
| 4 de junio | 4 de junio  | 4 de junio | 4 de junio    |
| Hora       | Local       | Resultado  | Visitante     |
| ---------- | ----------- | ---------- | ------------- |
| 08:00      | Dragones    | 3 - 53     | Flaming Lions |
| 09:30      | Lima        | 19 - 22    | Navy Warriors |
| 14:50      | Unión       | 29 - 7     | Alumni        |
| 16:20      | Blue Sharks | 28 - 32    | Leones        |

| Fecha 5     | Fecha 5       | Fecha 5     | Fecha 5       |
| 18 de junio | 18 de junio   | 18 de junio | 18 de junio   |
| Hora        | Local         | Resultado   | Visitante     |
| ----------- | ------------- | ----------- | ------------- |
| 08:00       | Blue Sharks   | 39 - 17     | Alumni        |
| 09:30       | Unión         | 19 - 23     | Dragones      |
| 14:50       | Lima          | 17 - 17     | Flaming Lions |
| 16:20       | Navy Warriors | 21 - 17     | Leones        |

| Fecha 6     | Fecha 6       | Fecha 6     | Fecha 6       |
| 10 de julio | 10 de julio   | 10 de julio | 10 de julio   |
| Hora        | Local         | Resultado   | Visitante     |
| ----------- | ------------- | ----------- | ------------- |
| 08:00       | Lima          | 27 - 13     | Unión         |
| 09:30       | Blue Sharks   | 43 - 17     | Dragones      |
| 14:50       | Alumni        | 10 - 24     | Leones        |
| 16:20       | Navy Warriors | 8 - 15      | Flaming Lions |

| Fecha 7     | Fecha 7       | Fecha 7       | Fecha 7     |
| 23 de julio | 23 de julio   | 23 de julio   | 23 de julio |
| Hora        | Local         | Resultado     | Visitante   |
| ----------- | ------------- | ------------- | ----------- |
| 08:00       | Flaming Lions | 43 - 15       | Leones      |
| 09:30       | Alumni        | 8 - 22        | Dragones    |
| 14:50       | Navy Warriors | 28 - 0 (W.O.) | Union       |
| 16:20       | Blue Sharks   | 18 - 13       | Lima        |

### Semifinal de Oro
- 1º vs 4º
- 2º vs 3º

| 7 de agosto, 16:20 | Flaming Lions | 34 - 10 | Blue Sharks |  |  |

| 7 de agosto, 14:50 | Navy Warriors | 39 - 14 | Leones |  |  |

### Semifinal de Plata
- 5º vs 8º
- 6º vs 7º

| 7 de agosto, 08:00 | Lima | 32 - 14 | Alumni |  |  |

| 7 de agosto, 09:30 | Dragones | 14 - 16 | Unión |  |  |

### Finales

#### 3º y 4º Puesto Plata
| 20 de agosto | Alumni | 21 - 11 | Dragones |  |  |

#### Final de Plata
| 20 de agosto | Lima | 37 - 23 | Unión |  |  |

#### 3º y 4º Puesto Oro
| 20 de agosto | Blue Sharks | 44 - 26 | Leones |  |  |

#### Final de Oro
| 20 de agosto | Flaming Lions | 12 - 19 | Navy Warriors |  |  |

| Navy Warriors   |
| Campeón Etapa I |

## XVs Masculino II Etapa - Mayores

### Grupo A
Actualizado a últimos partidos disputados el 6 de noviembre de 2022 
| Pos. | Equipo        | Encuentros | Encuentros | Encuentros | Encuentros | Tantos | Tantos | Tantos | PB | PB | Puntos |
| Pos. | Equipo        | PJ         | PG         | PE         | PP         | F      | C      | Dif    | BO | BD | Puntos |
| ---- | ------------- | ---------- | ---------- | ---------- | ---------- | ------ | ------ | ------ | -- | -- | ------ |
| 1.º  | Lima          | 3          | 2          | 0          | 1          | 95     | 64     | 31     | 1  | 0  | 9      |
| 2.º  | Flaming Lions | 3          | 2          | 0          | 1          | 77     | 53     | 24     | 2  | 0  | 9      |
| 3.º  | Blue Sharks   | 3          | 1          | 0          | 2          | 66     | 75     | -9     | 1  | 0  | 5      |
| 4.º  | Dragones      | 3          | 1          | 0          | 2          | 50     | 96     | -46    | 1  | 0  | 5      |

Nota: Se otorgan 4 puntos al equipo que gane un partido, 2 al que empate y 0 al que pierda
Puntos Bonus: 1 punto por convertir 4 tries o más en un partido y 1 al equipo que pierda por no más de 7 tantos de diferencia

### Grupo B
Actualizado a últimos partidos disputados el 6 de noviembre de 2022 
| Pos. | Equipo        | Encuentros | Encuentros | Encuentros | Encuentros | Tantos | Tantos | Tantos | PB | PB | Puntos |
| Pos. | Equipo        | PJ         | PG         | PE         | PP         | F      | C      | Dif    | BO | BD | Puntos |
| ---- | ------------- | ---------- | ---------- | ---------- | ---------- | ------ | ------ | ------ | -- | -- | ------ |
| 1.º  | Navy Warriors | 4          | 4          | 0          | 0          | 267    | 69     | 198    | 4  | 0  | 20     |
| 2.º  | Leones        | 4          | 3          | 0          | 2          | 107    | 145    | -38    | 3  | 0  | 15     |
| 3.º  | Alumni        | 4          | 2          | 0          | 1          | 132    | 148    | -16    | 3  | 1  | 12     |
| 4.º  | Unión         | 4          | 1          | 0          | 2          | 127    | 117    | 10     | 2  | 0  | 6      |
| 5.º  | Blues         | 4          | 0          | 0          | 4          | 89     | 263    | -174   | 2  | 2  | 4      |

Nota: Se otorgan 4 puntos al equipo que gane un partido, 2 al que empate y 0 al que pierda
Puntos Bonus: 1 punto por convertir 4 tries o más en un partido y 1 al equipo que pierda por no más de 7 tantos de diferencia

### Resultados
| Fecha 1          | Fecha 1          | Fecha 1               | Fecha 1          |
| 25 de septiembre | 25 de septiembre | 25 de septiembre      | 25 de septiembre |
| Hora             | Local            | Resultado             | Visitante        |
| ---------------- | ---------------- | --------------------- | ---------------- |
| 09:00            | Dragones         | 10 - 65 28 - 0 (W.O.) | Flaming Lions    |
| 11:50            | Navy Warrios     | 74 - 12               | Alumni           |
| 13:40            | Lima             | 30 - 10               | Blue Sharks      |
| 15:30            | Leones           | 36 - 24               | Unión            |

| Fecha 2      | Fecha 2       | Fecha 2      | Fecha 2      |
| 9 de octubre | 9 de octubre  | 9 de octubre | 9 de octubre |
| Hora         | Local         | Resultado    | Visitante    |
| ------------ | ------------- | ------------ | ------------ |
| 9:00         | Alumni        | 29 - 24      | Blues        |
| 14:40        | Navy Warriors | 49 - 21      | Leones       |

| Fecha 3       | Fecha 3       | Fecha 3       | Fecha 3       |
| 16 de octubre | 16 de octubre | 16 de octubre | 16 de octubre |
| Hora          | Local         | Resultado     | Visitante     |
| ------------- | ------------- | ------------- | ------------- |
| 08:00         | Flaming Lions | 40 - 13       | Blue Sharks   |
| 09:50         | Blues         | 14 - 62       | Unión         |
| 15:30         | Dragones      | 17 - 53       | Lima          |
| 17:20         | Alumni        | 30 - 27       | Leones        |

| Fecha 4       | Fecha 4       | Fecha 4       | Fecha 4       |
| 22 de octubre | 22 de octubre | 22 de octubre | 22 de octubre |
| Hora          | Local         | Resultado     | Visitante     |
| ------------- | ------------- | ------------- | ------------- |
| 14:00         | Leones        | 48 - 46       | Blues         |
| 15:40         | Unión         | 21 - 31       | Navy Warriors |

| Fecha 5        | Fecha 5        | Fecha 5        | Fecha 5        |
| 6 de noviembre | 6 de noviembre | 6 de noviembre | 6 de noviembre |
| Hora           | Local          | Resultado      | Visitante      |
| -------------- | -------------- | -------------- | -------------- |
| 08:00          | Lima           | 12 - 37        | Flaming Lions  |
| 09:40          | Navy Warrios   | 124 - 5        | Blues          |
| 14:55          | Blue Sharks    | 43 - 5         | Dragones       |
| 16:35          | Unión          | 20 - 36        | Alumni         |

### Semifinal de Oro
- 1ºB vs 2ºA
- 1ºA vs 2ºB

| 19 de noviembre, 09:40 | Navy Warriors | 35 - 34 | Flaming Lions |  |  |

| 19 de noviembre, 16:30 | Lima | 32 - 33 | Alumni |  |  |

### Semifinal de Plata
- 3ºA vs 4ºB
- 3ºB vs 4ºA

| 19 de noviembre, 08:00 | Blue Sharks | vs. | Unión |  |  |

| 19 de noviembre, 14:30 | Leones | 63 - 5 | Dragones |  |  |

### Finales

#### 3º y 4º Puesto Plata
|  | Unión | vs. | Dragones |  |  |

#### Final de Plata
|  | Blue Sharks | 22 - 38 | Leones |  |  |

#### 3º y 4º Puesto Oro
|  | Flaming Lions | vs. | Lima |  |  |

#### Final de Oro
|  | Navy Warriors | 30 - 26 | Alumni |  |  |

| Navy Warriors    |
| Campeón Etapa II |

| Navy Warriors              |
| Campeón nacional 1° título |

## Circuito 7s Femenino - Mayores

### Tabla acumulada
Actualizado a últimos partidos disputados el 22 de octubre de 2022 (12.ª Jornada).
| Pos. | Equipo        | Encuentros | Encuentros | Encuentros | Encuentros | Tantos | Tantos | Tantos | Puntos |
| Pos. | Equipo        | PJ         | PG         | PE         | PP         | F      | C      | Dif    | Puntos |
| ---- | ------------- | ---------- | ---------- | ---------- | ---------- | ------ | ------ | ------ | ------ |
| 1.º  | Blues         | 3          | 2          | 0          | 1          | 88     | 10     | 78     | 55     |
| 2.º  | Leonas        | 3          | 1          | 0          | 2          | 38     | 81     | -43    | 48     |
| 3.º  | Alumni        | 3          | 2          | 0          | 1          | 51     | 36     | 15     | 43     |
| 4.º  | Flaming Lions | 3          | 1          | 0          | 2          | 36     | 66     | -30    | 28     |
| 5.º  | Wiñay         | 3          | 2          | 0          | 1          | 49     | 46     | 3      | 25     |
| 6.º  | Blue Sharks   | 3          | 1          | 0          | 2          | 30     | 56     | -26    | 11     |

### Resultados
| Fecha 1         | Fecha 1     | Fecha 1       | Fecha 1     |
| 24 de abril     | 24 de abril | 24 de abril   | 24 de abril |
| Local           | Resultado   | Visitante     |             |
| --------------- | ----------- | ------------- | ----------- |
| Wiñay           | 5 - 25      | Leonas        |             |
| Alumni          | 24 - 0      | Blue Sharks   |             |
| Blues           | 51 - 5      | Leonas        |             |
| Flaming Lions   | 32 - 0      | Blue Sharks   |             |
| Wiñay           | 0 - 67      | Blues         |             |
| Alumni          | 34 - 5      | Flaming Lions |             |
| Posicionamiento |             |               |             |
| Wiñay           | 20 - 0      | Blue Sharks   |             |
| Flaming Lions   | 24 - 5      | Leonas        |             |
| Blues           | 29 - 0      | Alumni        |             |

| Fecha 2         | Fecha 2   | Fecha 2       | Fecha 2   |
| 7 de mayo       | 7 de mayo | 7 de mayo     | 7 de mayo |
| Local           | Resultado | Visitante     |           |
| --------------- | --------- | ------------- | --------- |
| Flaming Lions   | 34 - 0    | Blue Sharks   |           |
| Leonas          | 46 - 5    | Wiñay         |           |
| Alumni          | 27 - 10   | Blue Sharks   |           |
| Blues           | 57 - 0    | Wiñay         |           |
| Alumni          | 11 - 0    | Flaming Lions |           |
| Blues           | 10 - 5    | Leonas        |           |
| Posicionamiento |           |               |           |
| Wiñay           | 29 - 5    | Blue Sharks   |           |
| Leonas          | 36 - 5    | Flaming Lions |           |
| Blues           | 52 - 0    | Alumni        |           |

| Fecha 3         | Fecha 3    | Fecha 3       | Fecha 3    |
| 22 de mayo      | 22 de mayo | 22 de mayo    | 22 de mayo |
| Local           | Resultado  | Visitante     |            |
| --------------- | ---------- | ------------- | ---------- |
| Blues           | 58 - 0     | Wiñay         |            |
| Alumni          | 40 - 0     | Blue Sharks   |            |
| Flaming Lions   | 14 - 27    | Wiñay         |            |
| Leonas          | 60 - 0     | Blue Sharks   |            |
| Blues           | 57 - 0     | Flaming Lions |            |
| Alumni          | 7 - 38     | Leonas        |            |
| Posicionamiento |            |               |            |
| Flaming Lions   | 7 - 25     | Blue Sharks   |            |
| Alumni          | 38 - 0     | Wiñay         |            |
| Leonas          | 10 - 7     | Blues         |            |

| Fecha 4         | Fecha 4    | Fecha 4       | Fecha 4    |
| 4 de junio      | 4 de junio | 4 de junio    | 4 de junio |
| Local           | Resultado  | Visitante     |            |
| --------------- | ---------- | ------------- | ---------- |
| Leonas          | 22 - 0     | Blue Sharks   |            |
| Alumni          | 38 - 0     | Flaming Lions |            |
| Wiñay           | 15 - 0     | Blue Sharks   |            |
| Blues           | 61 - 0     | Flaming Lions |            |
| Leonas          | 32 - 0     | Wiñay         |            |
| Blues           | 53 - 0     | Alumni        |            |
| Posicionamiento |            |               |            |
| Blue Sharks     | 15 - 20    | Flaming Lions |            |
| Wiñay           | 27 - 0     | Alumni        |            |
| Blues           | 36 - 0     | Leonas        |            |

| Fecha 5     | Fecha 5     | Fecha 5       | Fecha 5     |
| 18 de junio | 18 de junio | 18 de junio   | 18 de junio |
| Local       | Resultado   | Visitante     |             |
| ----------- | ----------- | ------------- | ----------- |
| Alumni      | 46 - 5      | Flaming Lions |             |
| Blues       | 60 - 0      | Flaming Lions |             |
| Leonas      | 29 - 0      | Wiñay         |             |
| Blues       | 14 - 28     | Alumni        |             |
| Blues       | 66 - 0      | Wiñay         |             |
| Leonas      | 30 - 0      | Alumni        |             |

| Fecha 6         | Fecha 6     | Fecha 6       | Fecha 6     |
| 10 de julio     | 10 de julio | 10 de julio   | 10 de julio |
| Local           | Resultado   | Visitante     |             |
| --------------- | ----------- | ------------- | ----------- |
| Leonas          | 36 - 7      | Flaming Lions |             |
| Alumni          | 53 - 0      | Blue Sharks   |             |
| Wiñay           | 5 - 20      | Flaming Lions |             |
| Blues           | 71 - 0      | Blue Sharks   |             |
| Leonas          | 40 - 5      | Wiñay         |             |
| Alumni          | 7 - 24      | Blues         |             |
| Posicionamiento |             |               |             |
| Wiñay           | 28 - 0      | Blue Sharks   |             |
| Alumni          | 32 - 0      | Flaming Lions |             |
| Leonas          | 19 - 20     | Blues         |             |

| Fecha 7         | Fecha 7     | Fecha 7       | Fecha 7     |
| 24 de julio     | 24 de julio | 24 de julio   | 24 de julio |
| Local           | Resultado   | Visitante     |             |
| --------------- | ----------- | ------------- | ----------- |
| Flaming Lions   | 19 - 14     | Wiñay         |             |
| Blues           | 55 - 0      | Wiñay         |             |
| Leonas          | 5 - 29      | Alumni        |             |
| Blues           | 31 - 7      | Flaming Lions |             |
| Leonas          | -           | Blue Sharks   |             |
| Blue Sharks     | -           | Alumni        |             |
| Posicionamiento |             |               |             |
| Leonas          | 43 - 0      | Flaming Lions |             |
| Blues           | 52 - 0      | Alumni        |             |
| Blue Sharks     | -           | Wiñay         |             |

| Fecha 8         | Fecha 8     | Fecha 8       | Fecha 8     |
| 7 de agosto     | 7 de agosto | 7 de agosto   | 7 de agosto |
| Local           | Resultado   | Visitante     |             |
| --------------- | ----------- | ------------- | ----------- |
| Alumni          | 38 - 0      | Blue Sharks   |             |
| Alumni          | 46 - 0      | Leonas        |             |
| Blues           | 53 - 0      | Flaming Lions |             |
| Blues           | 36 - 0      | Wiñay         |             |
| Leonas          | 29 - 0      | Blue Sharks   |             |
| Wiñay           | 15 - 12     | Flaming Lions |             |
| Posicionamiento |             |               |             |
| Blue Sharks     | 0 - 34      | Flaming Lions |             |
| Alumni          | 31 - 0      | Wiñay         |             |
| Blues           | 10 - 31     | Leonas        |             |

| Fecha 9         | Fecha 9      | Fecha 9       | Fecha 9      |
| 20 de agosto    | 20 de agosto | 20 de agosto  | 20 de agosto |
| Local           | Resultado    | Visitante     |              |
| --------------- | ------------ | ------------- | ------------ |
| Leonas          | 39 - 0       | Flaming Lions |              |
| Blues           | 66 - 0       | Blue Sharks   |              |
| Wiñay           | 5 - 28       | Flaming Lions |              |
| Blues           | 33 - 5       | Alumni        |              |
| Alumni          | 24 - 0       | Blue Sharks   |              |
| Leonas          | 26 - 12      | Wiñay         |              |
| Posicionamiento |              |               |              |
| Wiñay           | 15 - 0       | Blue Sharks   |              |
| Flaming Lions   | 25 - 17      | Alumni        |              |
| Blues           | 17 - 22      | Leonas        |              |

| Fecha 10        | Fecha 10     | Fecha 10      | Fecha 10     |
| 9 de octubre    | 9 de octubre | 9 de octubre  | 9 de octubre |
| Local           | Resultado    | Visitante     |              |
| --------------- | ------------ | ------------- | ------------ |
| Wiñay           | 10 - 22      | Leonas        |              |
| Blue Sharks     | 0 - 29       | Flaming Lions |              |
| Alumni          | 43 - 0       | Wiñay         |              |
| Blues           | 45 - 0       | Blue Sharks   |              |
| Alumni          | 22 - 7       | Leonas        |              |
| Blues           | 24 - 5       | Flaming Lions |              |
| Posicionamiento |              |               |              |
| Wiñay           | 7 - 5        | Blue Sharks   |              |
| Leonas          | 5 - 29       | Flaming Lions |              |
| Blues           | 19 - 12      | Alumni        |              |

| Fecha 11      | Fecha 11      | Fecha 11      | Fecha 11      |
| 16 de octubre | 16 de octubre | 16 de octubre | 16 de octubre |
| Local         | Resultado     | Visitante     |               |
| ------------- | ------------- | ------------- | ------------- |
| Blues         | 62 - 0        | Wiñay         |               |
| Leonas        | 29 - 10       | Wiñay         |               |
| Blues         | 21 - 17       | Leonas        |               |
| Alumni        | 12 - 5        | Flaming Lions |               |
| Flaming Lions | 5 - 37        | Leonas        |               |
| Alumni        | 0 - 31        | Blues         |               |

| Fecha 12      | Fecha 12      | Fecha 12      | Fecha 12      |
| 22 de octubre | 22 de octubre | 22 de octubre | 22 de octubre |
| Local         | Resultado     | Visitante     |               |
| ------------- | ------------- | ------------- | ------------- |
| Blues         | 54 - 0        | Wiñay         |               |
| Flaming Lions | 17 - 10       | Wiñay         |               |
| Alumni        | 17 - 25       | Leonas        |               |
| Blues         | 52 - 0        | Flaming Lions |               |
| Finales       |               |               |               |
| Flaming Lions | 10 - 17       | Alumni        |               |
| Leonas        | 5 - 12        | Blues         |               |

| Blues   |
| Campeón |

## XVs Femenino - Mayores

### Clasificación
Actualizado a últimos partidos disputados el 6 de noviembre de 2022 (1.ª Jornada).
| Pos. | Equipo        | Encuentros | Encuentros | Encuentros | Encuentros | Tantos | Tantos | Tantos | PB | PB | Puntos |
| Pos. | Equipo        | PJ         | PG         | PE         | PP         | F      | C      | Dif    | BO | BD | Puntos |
| ---- | ------------- | ---------- | ---------- | ---------- | ---------- | ------ | ------ | ------ | -- | -- | ------ |
| 1.º  | Leonas        | 3          | 3          | 0          | 0          | 92     | 0      | 92     | 3  | 0  | 15     |
| 2.º  | Flaming Lions | 3          | 2          | 0          | 1          | 37     | 10     | 27     | 2  | 0  | 10     |
| 3.º  | Wiñay         | 3          | 1          | 0          | 2          | 10     | -37    | -27    | 1  | 0  | 5      |
| 4.º  | Dragones      | 3          | 0          | 0          | 3          | 0      | 92     | -92    | 0  | 0  | 0      |

Nota: Se otorgan 4 puntos al equipo que gane un partido, 2 al que empate y 0 al que pierda
Puntos Bonus: 1 punto por convertir 4 tries o más en un partido y 1 al equipo que pierda por no más de 7 tantos de diferencia

### Resultados
| Fecha 1        | Fecha 1        | Fecha 1        | Fecha 1        |
| 6 de noviembre | 6 de noviembre | 6 de noviembre | 6 de noviembre |
| Hora           | Local          | Resultado      | Visitante      |
| -------------- | -------------- | -------------- | -------------- |
| 11:20          | Flaming Lions  | 37 - 10        | Wiñay          |
| 13:00          | Leonas         | 90 - 0         | Dragones       |

| Fecha 2         | Fecha 2         | Fecha 2         | Fecha 2         |
| 19 de noviembre | 19 de noviembre | 19 de noviembre | 19 de noviembre |
| Hora            | Local           | Resultado       | Visitante       |
| --------------- | --------------- | --------------- | --------------- |
| 11:40           | Flaming Lions   | 80 - 12         | Dragones        |
| 16:30           | Wiñay           | 0 - 96          | Leonas          |

| Fecha 3 | Fecha 3       | Fecha 3   | Fecha 3   |
| Hora    | Local         | Resultado | Visitante |
| ------- | ------------- | --------- | --------- |
| 14:00   | Flaming Lions | 5 - 40    | Leonas    |
| 15:40   | Wiñay         | 32 - 10   | Dragones  |

| Leonas  |
| Campeón |